# خوزه خواکین تریخوس فرناندز
خوزه خواکین تریخوس فرناندز (اسپانیایی: José Joaquín Trejos Fernández‎؛ زادهٔ ۱۸ آوریل ۱۹۱۶ – درگذشتهٔ ۱۰ فوریه ۲۰۱۰) یک سیاستمدار و دیپلمات اهل کاستاریکا بود. وی از ۸ مه ۱۹۶۶ تا ۸ مه ۱۹۷۰ رئیس‌جمهور این کشور بود. تریخوس فرناندز در ۱۰ فوریه ۲۰۱۰، در سن ۹۳ سالگی درگذشت.